# Desa Batujaya (administrativ by i Indonesien, lat -6,79, long 108,23)
Desa Batujaya är en administrativ by i Indonesien.   Den ligger i provinsen Jawa Barat, i den västra delen av landet, 170 km öster om huvudstaden Jakarta.